# ريتشارد ألان كروس
ريتشارد ألان كروس (بالإنجليزية: Richard Alan Cross)‏ هو فيلسوف بريطاني، ولد في 20 سبتمبر 1964.